# Erich Herker
Erich Otto Friedrich Herker (Német Birodalom, Szász-Anhalt, Belleben, 1905. szeptember 25. – Berlin, 1990. szeptember 2.) Európa-bajnok, világbajnoki ezüstérmes, olimpiai bronzérmes német jégkorongozó.
Az 1932. évi téli olimpiai játékokon játszott a jégkorongtornán, Lake Placidban. Az amerikai olimpiára csak négy csapat ment el, így oda-visszavágós volt a torna. A lengyel csapat, a kanadai csapat és az amerikai csapat vett részt. A két észak-amerikai válogatott mögött végeztek a harmadik helyen, így olimpiai bronzérmesek és világbajnoki bronzérmesek is lettek. 2 mérkőzésen játszott és 1 gólt ütött.
Egy jégkorong-világbajnokságon vett részt a német válogatottal: az 1930-as jégkorong-világbajnokságon ezüstérmes lett és ez jégkorong-Európa-bajnokságnak is számított, így Eb-aranyérmet is nyert.